# Референдум в Лихтенштейне о реформе избирательной системы (1935)
30 мая 1935 года в Лихтенштейне был проведен референдум о реформе избирательной системы . Избирателям был задан вопрос, одобряют ли они введение пропорциональной избирательной системы. Предложение было отклонено 52,7 % избирателей. Позднее, в 1939 году, несмотря на это была введена пропорциональная избирательная система.

## Итоги
| Вариант                     | Голосов | %    |
| --------------------------- | ------- | ---- |
| За                          | 1,182   | 47.3 |
| Против                      | 1,319   | 52.7 |
| Недействительных бюллетеней | 51      | -    |
| Всего                       | 2,552   | 100  |
| Число избирателей/явка      | 2,670   | 95.6 |
| Источник: Nohlen & Stöver   |         |      |